# Юзвик, Элеонора Анеля
Элеоно́ра Ане́ля Ю́звик (пол. Eleonora Aniela Jóźwik, в монашестве — Мария Даниэля; 25 января 1895, Poizdów, Люблинское воеводство — 1 августа 1943, Новогрудский район, Барановичская область) — блаженная Римско-католической церкви, монахиня женской монашеской конгрегации «Сёстры Святого Семейства из Назарета» (назаретанки), мученица. Одна из одиннадцати Новогрудских мучениц.

## Биография
В 1920 году вступила в женскую монашескую конгрегацию «Сёстры Святого Семейства из Назарета» (назаретанки). Новициат проходила в Гродно, там же принесла вечные монашеские обеты, приняв монашеское имя Мария Даниэля.
В 1936 году вместе с другими монахинями по просьбе епископа приехала в Новогрудок, Белоруссия. Работала поваром в монастырской трапезной и на кухне в местной школе. Во время репрессий в августе 1943 года против мирного населения в Белоруссии предложила немецким оккупационным властям заменить собой арестованных мирных жителей и католических священников. В ночь с 31 июля на 1 августа была арестована вместе с другими монахинями монастыря и расстреляна рано утром 1 августа в лесу недалеко от Новогрудка.

## Прославление
5 марта 2000 года причислена к лику блаженных римским папой Иоанном Павлом II.

## Источник
- Бронислав Чаплицкий, Ирина Осипова, Книга памяти. Мартиролог Католической Церкви в СССР, изд. Серебряные нити, М., 2000, стр.489, ISBN 5-89163-048-6